# 杜比謝
50°55′47″N 25°18′33″E / 50.92972°N 25.30917°E
杜比謝（羅馬化：Dubyshche）是烏克蘭的市級鎮，位於該國西北部沃倫州，處於留波姆以南20公里，始建於1322年，面積2.73平方公里，海拔高度182米，2011年人口1,897，人口密度每平方公里695人。